# Parlamentarische Schnupftabakdose
Die Parlamentarische Schnupftabakdose (englisch „The Parliamentary snuff box“) ist eine hölzerne Schachtel, die kostenlosen Schnupftabak für die Abgeordneten des britischen Unterhauses enthält. Die Tradition der Parlamentarischen Schnupftabakdose stammt aus dem Jahr 1694, als das Tabakrauchen im House of Commons verboten wurde. Die Schachtel wird im Eingangsbereich des Sitzungssaales am Platz des Haupttürwächters aufbewahrt. Es liegt in der Verantwortung des Haupttürwächters sicherzustellen, dass Schnupftabak auf Vorrat gehalten wird.

## Geschichte

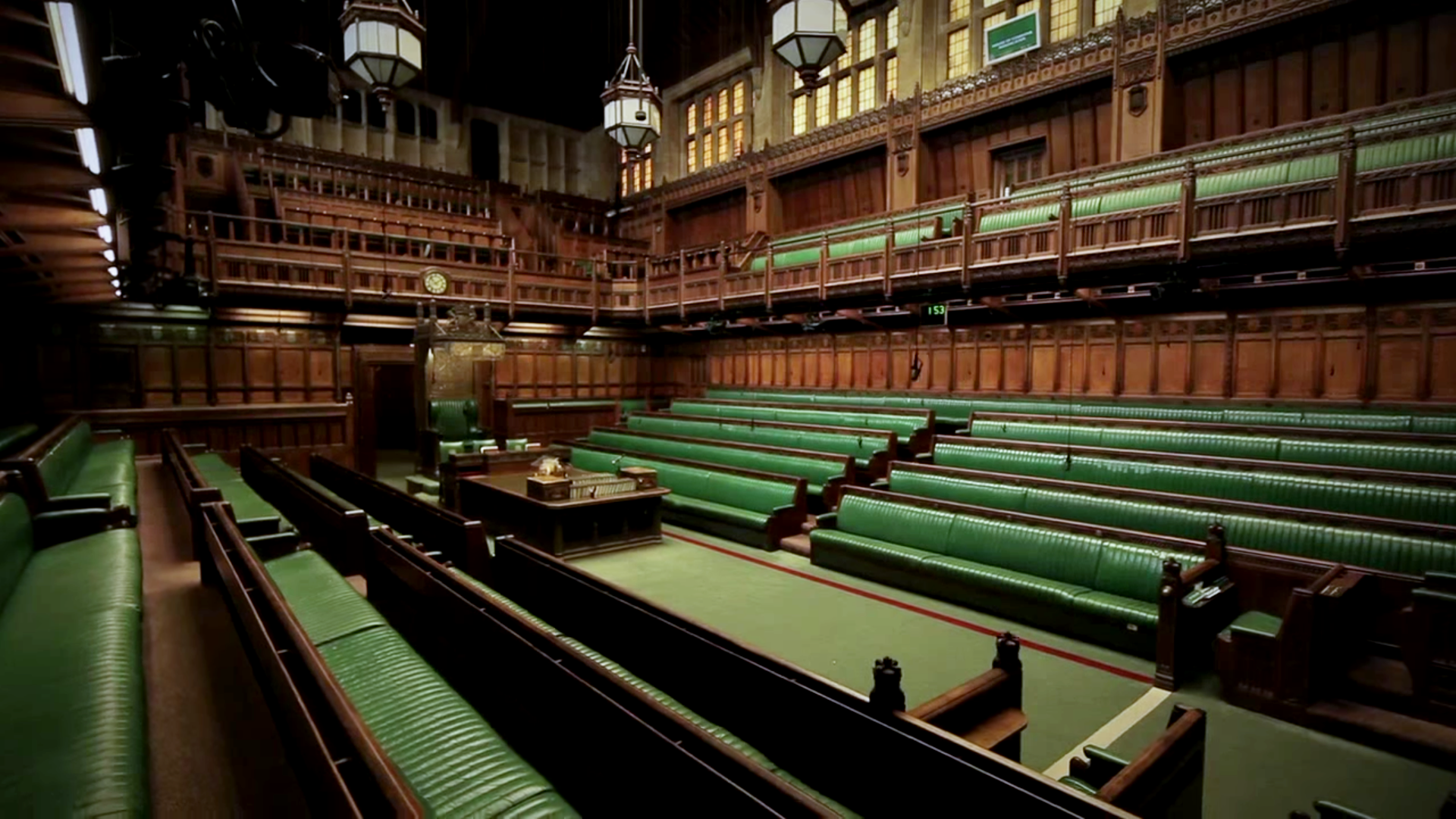
Sitzungssaal des House of Commons

Im Jahr 1694 verabschiedete das Parlament von England eine Resolution, die das Rauchen in der Kammer des Unterhauses und in den Ausschusssälen verbot. Um den Abgeordneten den Konsum von Tabak dennoch zu ermöglichen, wurde Schnupftabak als tolerierbare Alternative zum Rauchen zugelassen.
Die ursprüngliche Parlamentarische Schnupftabakdose ging bei der Zerstörung des Unterhauses durch eine deutsche Fliegerbombe im Jahr 1941 verloren. Die derzeitige Dose wurde aus den Holzresten eines ehemaligen Türrahmens angefertigt, der die Zerstörung der Kammer überstanden hatte. Auf dem Deckel ist eine silberne Metallplatte angebracht, auf der die Namen aller Haupttürwächter seit 1943 vermerkt sind.
Die Verantwortung für die Parlamentarische Schnupftabakdose liegt beim jeweiligen Haupttürwächter, der die Kiste auch mit Schnupftabak befüllt. Der Tabak wird traditionell aus dessen eigenem Gehalt bezahlt.

## Aktuelle Verwendung
Da der Gebrauch von Schnupftabak im Laufe der Zeit aus der Mode gekommen ist, drohte die Schnupftabakdose des Unterhauses in Vergessenheit zu geraten.
Eine parlamentarische Anfrage aus dem Jahr 2010 bestätigte, dass die Schnupftabakdose weiterhin existiert und durchgehend mit Tabak befüllt ist. Der Schnupftabak werde vom jeweiligen Haupttürhüter ausgewählt und bei einem lokalen Tabakhändler erworben. In welchem Umfang das Privileg auf kostenlosen Schnupftabak noch genutzt wird, konnte nicht beantwortet werden, da die letzte offizielle Aufzeichnung aus dem Jahr 1989 stammt. Ein Abgeordneter habe der Dose damals 1,5 Unzen (43 g) Schnupftabak im Wert von 99 Pence entnommen.
Im Jahr 2012 wurde die parlamentarische Schnupftabakdose von der Abgeordneten Caroline Lucas in einer Debatte erneut erwähnt und als veraltet kritisiert. Der Abgeordnete Rehman Chishti stellte darauf eine schriftliche Anfrage, wie hoch die Kosten für Tabak in den letzten zehn Jahren gewesen seien. Die Antwort ergab, dass für das Parlament keine Kosten entstanden sind, da der Tabak weiterhin vom Haupttürwächter angeschafft werde. Darüber hinaus gebe es aktuell keine bekannten Benutzer der parlamentarischen Schnupftabakdose. In der Antwort wurde zusätzlich ausgeführt, dass die Bereitstellung von Schnupftabak im Unterhaus zulässig ist, obwohl der Health Act von 2006 im Vereinigten Königreich die kostenlose Ausgabe von Tabak untersagt. Das Parlament sei davon jedoch ausgenommen, da der Palace of Westminster, in dem sich der Sitzungssaal des Unterhauses befindet, offiziell zum Königspalast gehört und damit rechtlich außerhalb der Gesetzgebung steht.
Der amtierende Haupttürwächter erklärte in einem Interview mit der BBC im Jahr 2013, dass er kein Problem mit der Tradition der Parlamentarischen Schnupftabakdose habe. Die Verwaltung der Dose sei ihm eine Ehre. Darüber hinaus würde diese Verpflichtung keine große finanzielle Belastung darstellen, da ihm sein Amtsvorgänger ausreichend Vorräte an Tabak hinterlassen habe.